# Boštjan Leban
Boštjan Leban (Maribor, 14 aprile 1973) è un ex cestista sloveno.

## Carriera
Con la Slovenia ha disputato i Campionati europei del 1993.